# Ioan Mera
Ioan Mera  (n. 5 ianuarie 1987, Reghin, Mureș, România) este un fotbalist român, care joacă pe post de fundaș la Politehnica Timișoara în Liga a III-a.

## Carieră
Ioan Mera a început să joace fotbal la Avântul Reghin. La vârsta de 15 ani a fost cumpărat de Poli Timișoara. A marcat primul său gol din Liga I cu FC Universitatea Craiova, iar primul meci din Europa cu Ajax Amsterdam, 0-0. De-alungul perioadei la Timișoara a fost împrumutat de mai multe ori, la echipe precum: CFR Timișoara, FCM Reșița sau FC Gloria Buzău. După desființarea Politehnicii Timișoara, acesta a fost transferat de FC Alania Vladikavkaz, unde a jucat doar două meciuri și s-a transferat la finalul sezonului la AFC Săgeata Năvodari. Din anul 2014 a revenit la Timișoara la noul club, ACS Poli Timișoara. După retrogradarea echipei în Liga a II-a, Mera a decis să se transfere la noua prim divizionară Rapid București.